# 1989 في اليابان
فيما يلي قوائم الأحداث التي وقعت خلال عام 1989 في اليابان.

## سياسة

### تعيين في المنصب
- 7 يناير – أكيهيتو إمبراطور اليابان.
- 3 يونيو – سوسوكه أونو رئيس وزراء اليابان.
- 10 أغسطس – توشيكي كايفو رئيس وزراء اليابان.

### انتهاء فترة المنصب
- 7 يناير – هيروهيتو إمبراطور اليابان.
- 3 يونيو – تسوتومو هاتا وزير الزراعة والغابات والمسامك [الإنجليزية]‏.
- 3 يونيو – نوبورو تاكه-شيتا رئيس وزراء اليابان.
- 10 أغسطس – سوسوكه أونو رئيس وزراء اليابان.

## رياضة
- 22 أكتوبر – جائزة اليابان الكبرى 1989 الفائز أليساندرو نانيني.

## ظهور
- 1 يناير – يونغ انيمال

## أفلام
من الأفلام التي صدرت هذه السنة في اليابان:
- 1 يناير – الشرطي العنيف من إخراج تاكيشي كيتانو.
- 1 يناير – دراغون بول زد: أعد إلى جوهاني!! من إخراج Daisuke Nishio [الإنجليزية]‏.
- 1 يناير – سويت هوم من إخراج كيوشي كوروساوا.

## برامج ومسلسلات وأنمي
- الحصن

## كتب
من الكتب التي صدرت هذه السنة في اليابان:
- 1 مايو – بقايا النهار من تأليف كازوو إيشيغورو.

## مواليد

### يناير
- 3 يناير – كوهي اوشيمورا لاعب جمباز ياباني.
- 5 يناير – تاكومي هاشيموتو لاعب كرة قدم ياباني.
- 6 يناير – دايكي كاميدا ملاكم ياباني.
- 6 يناير – شيوري ميكامي مؤدّية صوت يابانية.
- 7 يناير – شوهي ماتسوناغا لاعب كرة قدم ياباني.
- 8 يناير – كوهي يامادا لاعب كرة قدم ياباني.
- 11 يناير – ساج كاناكوبو لاعب كرة قدم ياباني.
- 11 يناير – كيوهي سوغيورا لاعب كرة قدم ياباني.
- 19 يناير – كينسك ساتو لاعب كرة قدم ياباني.
- 19 يناير – يوكي سانيتو لاعب كرة قدم ياباني.
- 20 يناير – ياسوناري شيمايا لاعب كرة قدم ياباني.
- 22 يناير – سيكو ياماناكا لاعب كرة قدم ياباني.
- 22 يناير – يوكي ماتسوموتو لاعب كرة قدم ياباني.
- 23 يناير – جون سونودا لاعب كرة قدم ياباني.
- 28 يناير – شنتا فوكوشيما لاعب كرة قدم ياباني.

### فبراير
- 4 فبراير – ساتورو هوشينو لاعب كرة قدم ياباني.
- 6 فبراير – تاكويا ماتسوموتو لاعب كرة قدم ياباني.
- 9 فبراير – شونتا تاكاهاشي لاعب كرة قدم ياباني.
- 16 فبراير – مو كانازاكي لاعب كرة قدم ياباني.
- 25 فبراير – كانا هانازاوا

### مارس
- 3 مارس – شويتشي غوندا لاعب كرة قدم ياباني.
- 3 مارس – كازوكي اريناغا لاعب كرة قدم ياباني.
- 5 مارس – كينسك ناغاي لاعب كرة قدم ياباني.
- 9 مارس – دان سوزوكي لاعب كرة قدم ياباني.
- 14 مارس – ريوهي يامازاكي لاعب كرة قدم ياباني.
- 17 مارس – شينجي كاغاوا لاعب كرة قدم ياباني.
- 18 مارس – كانا نيشينو مغنية يابانية.
- 20 مارس – كيسوكي إندو لاعب كرة قدم ياباني.
- 21 مارس – تاكيرو ساتو ممثل ياباني.
- 21 مارس – تاكيفومي توما لاعب كرة قدم ياباني.
- 23 مارس – ريوغو كابراك لاعب كرة قدم ياباني.
- 24 مارس – كازوتو إوكا ملاكم ياباني.
- 27 مارس – كينجي دإي لاعب كرة قدم ياباني.
- 29 مارس – شو كاميمورا لاعب كرة قدم ياباني.
- 30 مارس – دايكي هامانو
- 30 مارس – ماكوتو ميمورا لاعب كرة قدم ياباني.
- 30 مارس – مينورو واتا لاعب كرة قدم ياباني.

### أبريل
- 2 أبريل – يويا ميورا لاعب كرة قدم ياباني.
- 3 أبريل – كوكي كاتو لاعب كرة قدم ياباني.
- 5 أبريل – دايكي آسادا لاعب كرة قدم ياباني.
- 5 أبريل – كيكي سوكيزاني ممثلة يابانية.
- 5 أبريل – هيكارو فوجيشيما لاعب كرة قدم ياباني.
- 8 أبريل – كوكي أوتاني لاعب كرة قدم ياباني.
- 8 أبريل – كوهي شيمودا لاعب كرة قدم ياباني.
- 9 أبريل – نوبوشيجي تابتا لاعب كرة قدم ياباني.
- 14 أبريل – هيديمي جنوشزونو لاعب كرة قدم ياباني.
- 16 أبريل – ميتسورو مانشو لاعب كرة قدم ياباني.
- 17 أبريل – ريوتا كاجيوارا لاعب كرة قدم ياباني.
- 18 أبريل – تايسوكي أكيوشي لاعب كرة قدم ياباني.
- 19 أبريل – دايسوكي واتابي لاعب كرة قدم ياباني.
- 22 أبريل – جون سوزوكي لاعب كرة قدم ياباني من مواليد 1989.
- 22 أبريل – ريوما هاشيأوتشي لاعب كرة قدم ياباني.
- 22 أبريل – هيرواكي كاميزو لاعب كرة قدم ياباني.
- 23 أبريل – دايجيرو أوكادا لاعب كرة قدم ياباني.
- 24 أبريل – تاكاميتسو يوشينو لاعب كرة قدم ياباني.
- 24 أبريل – شوتا إينو لاعب كرة قدم ياباني.
- 28 أبريل – رينا مايدا ممثلة أداء صوتي يابانية.
- 28 أبريل – ماكوتو أودا لاعب كرة قدم ياباني.
- 29 أبريل – توشيهيكو يوشياما لاعب كرة قدم ياباني.
- 29 أبريل – شوهي أوكادا لاعب كرة قدم ياباني.
- 30 أبريل – كوهي شيميزو لاعب كرة قدم ياباني.

### مايو
- 2 مايو – ريوييا أويدا لاعب كرة قدم ياباني.
- 2 مايو – يوكي ناغاهاتا لاعب كرة قدم ياباني.
- 2 مايو – يوهي أوتاكي لاعب كرة قدم ياباني.
- 3 مايو – يوكي يوشيدا لاعب كرة قدم ياباني.
- 5 مايو – ماساشي ناتو لاعب كرة قدم ياباني.
- 12 مايو – شوهي هوتا لاعب كرة قدم ياباني.
- 13 مايو – كينتارو ناكاتا لاعب كرة قدم ياباني.
- 15 مايو – نوبوهيرو أوتاني لاعب كرة قدم ياباني.
- 15 مايو – يوسوكي هيجا لاعب كرة قدم ياباني.
- 19 مايو – يوريكا كوبو
- 22 مايو – شو تاكاجي لاعب كرة قدم ياباني.
- 22 مايو – كوهي أوياما لاعب كرة قدم ياباني.
- 26 مايو – شوهي أوتسوكي لاعب كرة قدم ياباني.
- 28 مايو – توشيهيرو هوريكاوا لاعب كرة قدم ياباني.
- 30 مايو – تاكويا ماروتاني لاعب كرة قدم ياباني.
- 30 مايو – يوي إيشيكاوا
- 30 مايو – يويداي إينوي لاعب كرة قدم ياباني.

### يونيو
- 3 يونيو – ميغومي هان
- 10 يونيو – كينتو شيراتاني لاعب كرة قدم ياباني.
- 13 يونيو – شوجو فوجيماكي لاعب كرة قدم ياباني.
- 14 يونيو – كوهي كاتو لاعب كرة قدم ياباني.
- 15 يونيو – شوما كاماتا لاعب كرة قدم ياباني.
- 16 يونيو – يوإيتشي مارويوما لاعب كرة قدم ياباني.
- 19 يونيو – كوهي فوجيتا لاعب كرة قدم ياباني.
- 21 يونيو – كوهي سوزاكي لاعب كرة قدم ياباني.
- 22 يونيو – ماساكي كينوشيتا لاعب كرة قدم ياباني.
- 23 يونيو – أيانا تاكيتاتسو
- 24 يونيو – أوسامو ميورا لاعب كرة قدم ياباني.
- 27 يونيو – سويتشي تاناكا لاعب كرة قدم ياباني.
- 28 يونيو – فوميي كوجوري لاعب كرة قدم ياباني.
- 28 يونيو – هيروكي ميازاوا لاعب كرة قدم ياباني.
- 29 يونيو – تاكويا ماسودا لاعب كرة قدم ياباني.
- 29 يونيو – كيسوكي كومازاوا لاعب كرة قدم ياباني.
- 30 يونيو – تاكويا تاكاهاشي لاعب كرة قدم ياباني.
- 30 يونيو – دايكي إيزومي لاعب كرة قدم ياباني.

### يوليو
- 2 يوليو – تيتسورو أوتا لاعب كرة قدم ياباني.
- 4 يوليو – ريوسوكي إيشيدا لاعب كرة قدم ياباني.
- 5 يوليو – هيرويوكي آبي لاعب كرة قدم ياباني.
- 6 يوليو – كينتا ماكوهارا لاعب كرة قدم ياباني.
- 9 يوليو – كيونو ياسونو
- 9 يوليو – هيرويوكي ماتسوموتو لاعب كرة قدم ياباني.
- 15 يوليو – ماساكي ميازاكي لاعب كرة قدم ياباني.
- 16 يوليو – يوهي هاياشي لاعب كرة قدم ياباني.
- 19 يوليو – تايسوكي ناكامورا لاعب كرة قدم ياباني.
- 21 يوليو – سوناو كاساهارا لاعب كرة قدم ياباني.
- 22 يوليو – جوني أراي لاعب كرة قدم ياباني.
- 23 يوليو – أتسوشي إيزاوا لاعب كرة قدم ياباني.
- 23 يوليو – شينيتشيرو كاواماتا لاعب كرة قدم ياباني.
- 24 يوليو – ماساشي واكاسا لاعب كرة قدم ياباني.
- 25 يوليو – شوتا نيشياما لاعب كرة قدم ياباني.
- 25 يوليو – كوجي سوزوكي لاعب كرة قدم ياباني.
- 28 يوليو – يوزو لواكامي لاعب كرة قدم ياباني.
- 31 يوليو – كوهي كوروكي لاعب كرة قدم ياباني.
- 31 يوليو – كيوهي كوروكي لاعب كرة قدم ياباني.

### أغسطس
- 4 أغسطس – كازوناري أونو لاعب كرة قدم ياباني.
- 4 أغسطس – يوسوكي كاواإي لاعب كرة قدم ياباني.
- 8 أغسطس – كوداي ياسودا لاعب كرة قدم ياباني.
- 11 أغسطس – شو شينوهارا لاعب كرة قدم ياباني.
- 11 أغسطس – ناغاسا ساكوراأوشي لاعب كرة قدم ياباني.
- 14 أغسطس – هيرواكي أوكونو لاعب كرة قدم ياباني.
- 16 أغسطس – يوكي آبي لاعب كرة قدم ياباني.
- 17 أغسطس – كازوكي أويوا لاعب كرة قدم ياباني.
- 19 أغسطس – نورياكي فوجيموتو لاعب كرة قدم ياباني.
- 23 أغسطس – ماكي تاكادا لاعبة كرة سلة يابانية.
- 24 أغسطس – كينغو تاكادا لاعب كرة قدم ياباني.
- 27 أغسطس – دايكي تومي لاعب كرة قدم ياباني.
- 30 أغسطس – تسوباسا يوكوتاكي لاعب كرة قدم ياباني.
- 30 أغسطس – تيتسويا كاننو لاعب كرة قدم ياباني.
- 30 أغسطس – يوتا ناكانو لاعب كرة قدم ياباني.

### سبتمبر
- 6 سبتمبر – ماسايا جيتوزونو لاعب كرة قدم ياباني.
- 7 سبتمبر – دايكي ياماشيتا مؤدّي صوت ياباني.
- 8 سبتمبر – ناوتو تسوجي لاعب كرة سلة ياباني.
- 11 سبتمبر – توموياسو هيروسي لاعب كرة قدم ياباني.
- 12 سبتمبر – تاكومي موراكامي لاعب كرة قدم ياباني.
- 12 سبتمبر – كوكي كوتإيهغاوا لاعب كرة قدم ياباني.
- 13 سبتمبر – نوبوهيسا أراتا لاعب كرة قدم ياباني.
- 14 سبتمبر – يوشيهيرو شوجي لاعب كرة قدم ياباني.
- 16 سبتمبر – تاكويا أوكي لاعب كرة قدم ياباني.
- 18 سبتمبر – تاكوو أوكوبو لاعب كرة قدم ياباني.
- 23 سبتمبر – يوكي أوشيتاني لاعب كرة قدم ياباني.
- 25 سبتمبر – تسوغوتوشي أوإيشي لاعب كرة قدم ياباني.
- 27 سبتمبر – رومي أوكوبو مؤدّية صوت يابانية.
- 29 سبتمبر – ماكوتو فوروكاوا

### أكتوبر
- 2 أكتوبر – شو ساساكي لاعب كرة قدم ياباني.
- 2 أكتوبر – كينتا أوتشيدا لاعب كرة قدم ياباني.
- 2 أكتوبر – هيروشي سيكيت لاعب كرة قدم ياباني.
- 5 أكتوبر – دايتشي أومي لاعب كرة قدم ياباني.
- 5 أكتوبر – كينشو أونو
- 7 أكتوبر – جونكإ يوكونو لاعب كرة قدم ياباني.
- 12 أكتوبر – ماساتو هاشيموتو لاعب كرة قدم ياباني.
- 14 أكتوبر – كينغو كاواماتا لاعب كرة قدم ياباني.
- 21 أكتوبر – توشيكازو سويا لاعب كرة قدم ياباني.
- 24 أكتوبر – دإي تاكيدا لاعب كرة قدم ياباني.
- 24 أكتوبر – ماساتو كوروكي لاعب كرة قدم ياباني.
- 27 أكتوبر – هيرومي كوجيما لاعب كرة قدم ياباني.
- 28 أكتوبر – يوتا موراسي لاعب كرة قدم ياباني.
- 29 أكتوبر – كوسوكي ياماموتو لاعب كرة قدم ياباني.
- 29 أكتوبر – يوشيتو ماتسوشيتا لاعب كرة قدم ياباني.

### نوفمبر
- 7 نوفمبر – ناوتو إيشيكاوا لاعب كرة قدم ياباني.
- 10 نوفمبر – شو هناي لاعب كرة قدم ياباني.
- 11 نوفمبر – تشياكي أوميغاوا
- 11 نوفمبر – رينا تاناكا مغنية يابانية.
- 12 نوفمبر – هيروشي كييوتاكه لاعب كرة قدم ياباني.
- 17 نوفمبر – ناوتو كاميفوكوموتو لاعب كرة قدم ياباني.
- 21 نوفمبر – ماكوتو ريندو لاعب كرة قدم ياباني.
- 25 نوفمبر – تاكومي يامادا لاعب كرة قدم ياباني.
- 26 نوفمبر – تاكومي تاكاهاشي
- 26 نوفمبر – ناوكي واكو لاعب كرة قدم ياباني.

### ديسمبر
- 2 ديسمبر – دايتشي إينوي لاعب كرة قدم ياباني.
- 2 ديسمبر – كازويا يامامرا لاعب كرة قدم ياباني.
- 7 ديسمبر – كوهي ناكاجيما لاعب كرة قدم ياباني.
- 8 ديسمبر – كوهي ميهارا لاعب كرة قدم ياباني.
- 10 ديسمبر – غينكي أوما لاعب كرة قدم ياباني.
- 13 ديسمبر – جونكإ غورو لاعب كرة قدم ياباني.
- 15 ديسمبر – تومو موراناكا
- 16 ديسمبر – تايسوكي موراماتسو لاعب كرة قدم ياباني.
- 16 ديسمبر – ميري كيريتاني ممثلة يابانية.
- 19 ديسمبر – ياماتو ماتشيدا لاعب كرة قدم ياباني.
- 26 ديسمبر – سورا توكوي
- 26 ديسمبر – كييتا تاناكا لاعب كرة قدم ياباني.
- 27 ديسمبر – مآيا أوتشيدا
- 29 ديسمبر – كي نيشيكوري لاعب كرة مضرب ياباني.
- 30 ديسمبر – كينغو تاناكا لاعب كرة قدم ياباني.
- 31 ديسمبر – أياكا فوكوهارا مؤدّية صوت يابانية.
- 31 ديسمبر – تاكويا سوغيموتو لاعب كرة قدم ياباني.

## وفيات

### يناير
- 4 يناير – مقتل جونكو فوروتا (مواليد 1971)
- 7 يناير – هيروهيتو (مواليد 1901) إمبراطور اليابان.

### فبراير
- 9 فبراير – أوسامو تيزوكا (مواليد 1928)

### أبريل
- 20 أبريل – ويتشيرو حتا (مواليد 1903) لاعب كرة قدم ياباني.
- 27 أبريل – كونوسكه ماتسوشيتا (مواليد 1894)

### مايو
- 19 مايو – آبي أكيرا (مواليد 1934)

### يونيو
- 29 يونيو – كازو موري (مواليد 1911)

### يوليو
- 2 يوليو – فرانكلين شافنر (مواليد 1920) مخرج أفلام أمريكي.

### ديسمبر
- 9 ديسمبر – تاكيشي كايكو (مواليد 1930) كاتب ومؤلف ياباني.